# Baby-led weaning
Baby-led weaning albo BLW to metoda wprowadzania stałego pokarmu do diety niemowlęcia dotychczas karmionego wyłącznie mlekiem. W Polsce rozwinięcie skrótu BLW przyjęło się jako Bobas Lubi Wybór (za sprawą wydanej przez Wydawnictwo Mamania książki Gill Rapley i Tracey Murkett pod tytułem "Bobas Lubi Wybór. Twoje dziecko pokocha dobre jedzenie"). Metoda ta polega na pozwalaniu dziecku na samodzielne sięganie po jedzenie oraz pozostawia mu decyzję o tym ile i co zje. Dziecku podaje się kilka rodzajów pokarmów i zachęca do wyboru spośród nich. W ten sposób pozwala mu się na kontrolowanie, do pewnego stopnia, własnej diety. Zgodnie z teorią, dziecko wybierze pokarmy zawierające składniki odżywcze, których mu w danym momencie brakuje, kierując się smakiem. Badania wskazują także, że BLW może prowadzić do ukształtowania się zdrowszych nawyków żywieniowych i zmniejsza częstość występowania otyłości u dzieci, w porównaniu z dziećmi karmionymi łyżeczką.
BLW może wspomagać koordynację ruchowo-wzrokową i rozwój mięśni odpowiedzialnych za żucie. Może zmniejszać stres związany z posiłkami, zarówno u rodziców jak i u dziecka. Niektóre dzieci odmawiają jedzenia gdy są karmione łyżeczką, ale chętnie jedzą same, jeśli mogą same brać jedzenie do buzi. Baby-led weaning pozwala dziecku odkrywać smaki, strukturę, kolory i zapachy różnych rodzajów jedzenia oraz jeść w swoim własnym tempie.
W pierwszych tygodniach stosowania BLW dziecko przede wszystkim bawi się jedzeniem, liże je, ssie i rozrzuca. Bardzo niewielka część posiłku zostaje rzeczywiście zjedzona, tak że początkowo źródłem składników odżywczych pozostaje mleko. Stopniowo dziecko uczy się połykać i je coraz więcej, niemniej jednak zaleca się równocześnie ze stałymi pokarmami podawać mleko (najlepiej karmić piersią) do 12 miesiąca życia.
Dzieci najlepiej uczą się poprzez naśladowanie dorosłych, więc według BLW najlepszym sposobem wprowadzania stałych pokarmów do ich diety, jest dawanie im tego samego jedzenia co reszcie rodziny i organizowanie wspólnych posiłków.

## Podstawowe zasady BLW
Zamiast tradycyjnego karmienia dziecka rozdrobnionym pokarmem za pomocą łyżeczki, przed dzieckiem wystawia się kilka produktów, ugotowanych do miękkości i pokrojonych w kawałki wielkości kilkucentymetrowych słupków i pozwala mu się samodzielnie wybrać co zje.
- Początkowo dziecko może odmawiać jedzenia niektórych produktów i mimo to można mu je ponownie zaoferować później
- Dziecko może decydować ile chce zjeść, nie powinno się dokarmiać go łyżeczką po posiłku
- Nie powinno się poganiać dziecka
- Razem z jedzeniem podaje się wodę do popijania
- Podaje się miękkie owoce i warzywa pokrojone w słupki wielkości palca. Twardsze produkty muszą być podgotowane, tak żeby były wystarczająco miękkie do przeżucia nawet samymi dziąsłami
- Nie podaje się twardych i niebezpiecznych produktów, np. orzechów
- Produkty, których nie da się przygotować w postaci kilkucentymetrowych wąskich kawałków, takie jak jogurt czy owsianka można podać z łyżeczką, tak żeby dziecko mogło samo nabierać jedzenie

## Gotowość do spożywania stałych produktów żywnościowych
Nie powinno się wprowadzać stałych pokarmów do diety niemowląt dopóki dziecko nie osiągnie poziomu rozwoju fizycznego, umożliwiającego mu poradzenie sobie z nimi. Zanim pozwoli się dziecku samodzielnie jeść, dziecko musi:
- samodzielnie siedzieć
- umieć podnieść jedzenie i włożyć je samodzielnie do buzi
- połknąć jedzenie - dziecko które jeszcze tego nie potrafi będzie wypluwać to co znajdzie się w jego ustach

Światowa Organizacja Zdrowia zaleca wprowadzanie półstałych produktów od ok. 6 miesiąca życia i stałego jedzenia w postaci kilkucentymetrowych kawałków od ok. 8 miesiąca. Dzieci do 6 miesiąca życia powinny być karmione wyłącznie mlekiem kobiecym dla osiągnięcia optymalnego wzrostu, rozwoju i zdrowia.

## Rozwój zdolności motorycznych i mięśni twarzy i bezpieczeństwo
Nie ma badań potwierdzających zalety wprowadzania stałego pokarmu do diety niemowlaka w postaci rozdrobnionej, za pomocą łyżeczki. Zwolennicy BLW przekonują, że karmione początkowo łyżeczką dzieci, gdy wprowadzane są produkty w większych kawałkach często nie wiedzą, czy powinny przeżuć jedzenie czy też od razu połknąć
Dzieci rodzą się z odruchem ssania i początkowo automatycznie realizują tylko jeden wzorzec: ssanie - połykanie - oddychanie. Pozwala to na zaspokajanie zapotrzebowania na składniki odżywcze od momentu urodzenia i jednocześnie ochronę dróg oddechowych i zapobiega zadławieniu. Jedzenie produktów stałych wymaga jednak zdolności przesuwania jedzenia językiem wewnątrz jamy ustnej na bok i do góry oraz umiejętności żucia, które nie są odruchowe, ale muszą być nauczone.
Zwolennicy BLW przekonują, że dzieci karmione tą metodą rzadziej zakrztuszają się jedzeniem niż niemowlęta karmione łyżeczką, gdyż dopóki nie nauczą się żuć i tak nie potrafią same przesunąć językiem jedzenia do przełyku.
Dzieci karmione według zasad BLW czasem odkrztuszają i wypluwają jedzenie. Jednak w przeciwieństwie do odkrztuszania papki włożonej do buzi dziecka przez rodzica, nie jest to uważane za niekomfortowe dla dziecka. Jeśli dziecko nie potrafi przesuwać jedzenia w jamie ustnej za pomocą języka ani żuć, podaną na łyżeczce papkę traktuje jak mleko i przez to, jeśli zassie większą ilość, jedzenie może łatwo dostać się do dróg oddechowych powodując nieprzyjemne uczucie dławienia się. Kiedy dziecko samo wkłada sobie jedzenie do buzi ma nad nim większą kontrolę i samo może zdecydować czy może wziąć więcej, czy też już wzięło za dużo. Jeśli nie może połknąć tego co próbowało zjeść i uruchamia się odruch kaszlu, dziecko wypluje całość zanim jedzenie trafi do krtani. W ten sposób dziecko używa odruchu kaszlu aby nauczyć się jak dużo może wziąć do buzi i jak chronić swoje drogi oddechowe podczas połykania.
W miarę rozwoju fizycznego dziecka, około dwunastego miesiąca życia, miejsce, którego stymulacja wywołuje odruch kaszlowy przesuwa się do tyłu. Pozwala to na bezpieczniejsze połykanie, ale jeśli dziecko, z powodu braku praktyki, nie potrafi dobrze posługiwać się językiem i żuć, ryzyko zadławienia się i dostania się nieprzeżutego jedzenia do dróg oddechowych jest większe. Sposób w jaki rozwijają się mięśnie w jamie ustnej sugeruje, że dzieci, które do pierwszego roku życia nie nauczyły się jak radzić sobie ze stałym pokarmem w buzi i kiedy można go połknąć, będą dławiły się jedzeniem częściej. Nie ma jednak jednoznacznych badań naukowych potwierdzających zależność pomiędzy przesuwaniem się miejsca, którego stymulacja wywołuje odruch kaszlowy i częstotliwością dławienia się jedzeniem.
Niezależnie od metody karmienia dziecka, zaleca się unikanie produktów zwiększających ryzyko zadławienia, takich jak całe winogrona, plasterki parówek czy pomidorki koktajlowe. Ze względu na ryzyko zadławienia konieczne jest również, żeby dziecko podczas karmienia siedziało, trzymając tułów i głowę w pozycji pionowej.